# Рассоха
Рассо̀ха е река в Азиатската част на Русия, Източен Сибир, Република Якутия (Саха), ляв приток на Алазея, вливаща се в Източносибирско море. Дължината ѝ е 453 km, а с лявата съставяща я река Арга-Юрях – 786 km, която ѝ отрежда 74-то място по дължина сред реките на Русия.
Река Рассоха се образува от сливането на реките Арга-Юрях (312 km, лява съставяща) и Илин-Юрях (178 km, дясна съставяща), водещи началото си от най-западната, висока част на Колимската низина, на 24 m н.в., в североизточната част на Република Якутия (Саха). По цялото си протежение реката тече в посока изток-североизток, в силно заблатената зона на лесотундрата, като течението ѝ е съпроводено с хиляди меандри. Влива се отляво в река Алазея от басейна на Източносибирско море, при нейния 383 km, на 11 m н.в.
Водосборният басейн на Рассоха има площ от 27,3 хил. km2, което представлява 42,19% от водосборния басейн на Алазея и се простира в крайната североизточна част на Република Якутия (Саха). В басейнът на реката има 7442 езера, с обща площ от 3240 km2.
Водосборният басейн на Рассоха граничи със следните водосборни басейни:
- на юг и югоизток – водосборните басейни на малки и къси реки, леви притоци на Алазея;
- на запад – водосборния басейн на река Индигирка, вливаща се в Източносибирско море;
- на север – водосборните басейни на реките Сундрун и Голям Хомус-Юрях, вливащи се в Източносибирско море.

Река Рассоха получава получава над 30 с дължина над 10 km, като 3 от тях са с дължина над 100 km:
453 → Арга-Юрях (лява съставяща) 312 / 5600
453 ← Илин-Юрях (дясна съставяща) 178 / 9730
311 → Балъктаах 190 / 4780
Подхранването на реката е снежно-дъждовно, като преобладава дъждовното. Пролетно-лятното пълноводие на Рассоха започва в края на май и началото на юни и завършва през юли. Много често пролетното пълноводие се сменя с епизодични прииждания в резултат на поройни дъждове. Среден годишен отток в устието около 38 m3/s, което като обем се равнява на 1,199 km3. Рассоха замръзва в края на септември или началото на октомври, а се размразява в края на май.
По течението на Рассоха няма постоянни населени места.